# Скохери (Њујорк)
Скохери (енгл. Schoharie) град је у америчкој савезној држави Њујорк.

## Демографија
По попису из 2010. године број становника је 922, што је 108 (-10,5%) становника мање него 2000. године.
| Група             | 2000.       | 2010.       |
| Белци             | 992 (96,3%) | 877 (95,1%) |
| Афроамериканци    | 7 (0,7%)    | 11 (1,2%)   |
| Азијати           | 2 (0,2%)    | 1 (0,1%)    |
| Хиспаноамериканци | 17 (1,7%)   | 23 (2,5%)   |
| Укупно            | 1.030       | 922         |